# R-Zone
La R-Zone (parfois RZone) est une console portable de cinquième génération développée et fabriquée par Tiger Electronics. Elle est présentée à la Foire internationale du jouet américaine en février 1995 et publiée au cours de cette année-là. C'est la première console multi-jeux et la première utilisant un système de cartouche de l'entreprise,,,.
La première version de la R-Zone est composée d'un casque et d'une manette de jeu séparée filaire contenant des piles. Chaque cartouche de jeu possède son propre écran LCD transparent qui est projeté sur une surface réfléchissante placée devant l'œil du joueur. La console affiche des graphismes en deux dimensions à dominante de couleur rouge à l'instar du Virtual Boy de Nintendo.
Trois évolutions de la console sont par la suite publiées : la R-Zone Super Screen, la X.P.G. Xtreme Pocket Game, et la R-Zone DataZone.

## Description

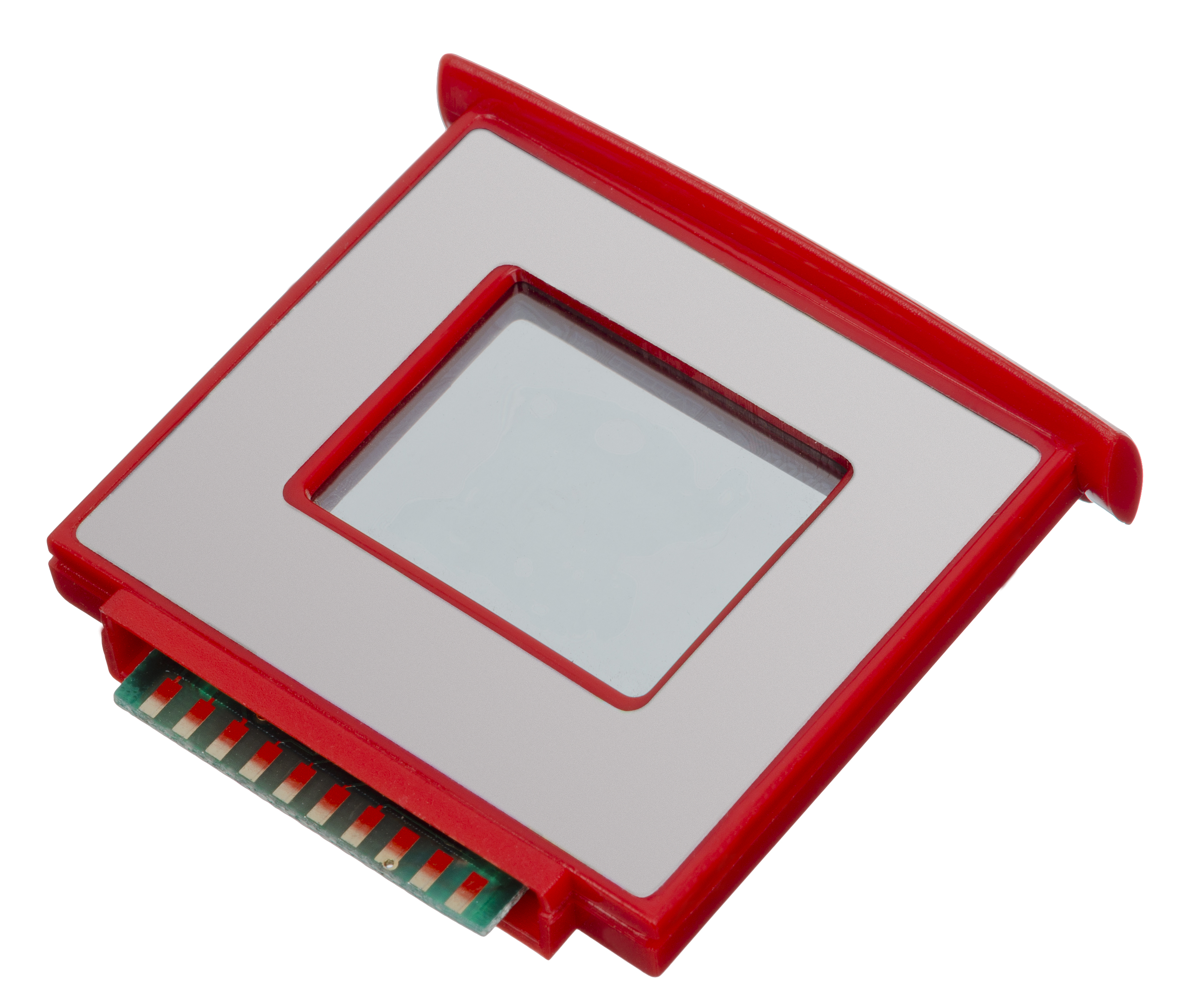
Cartouche R-Zone, équipée d'un écran LCD.
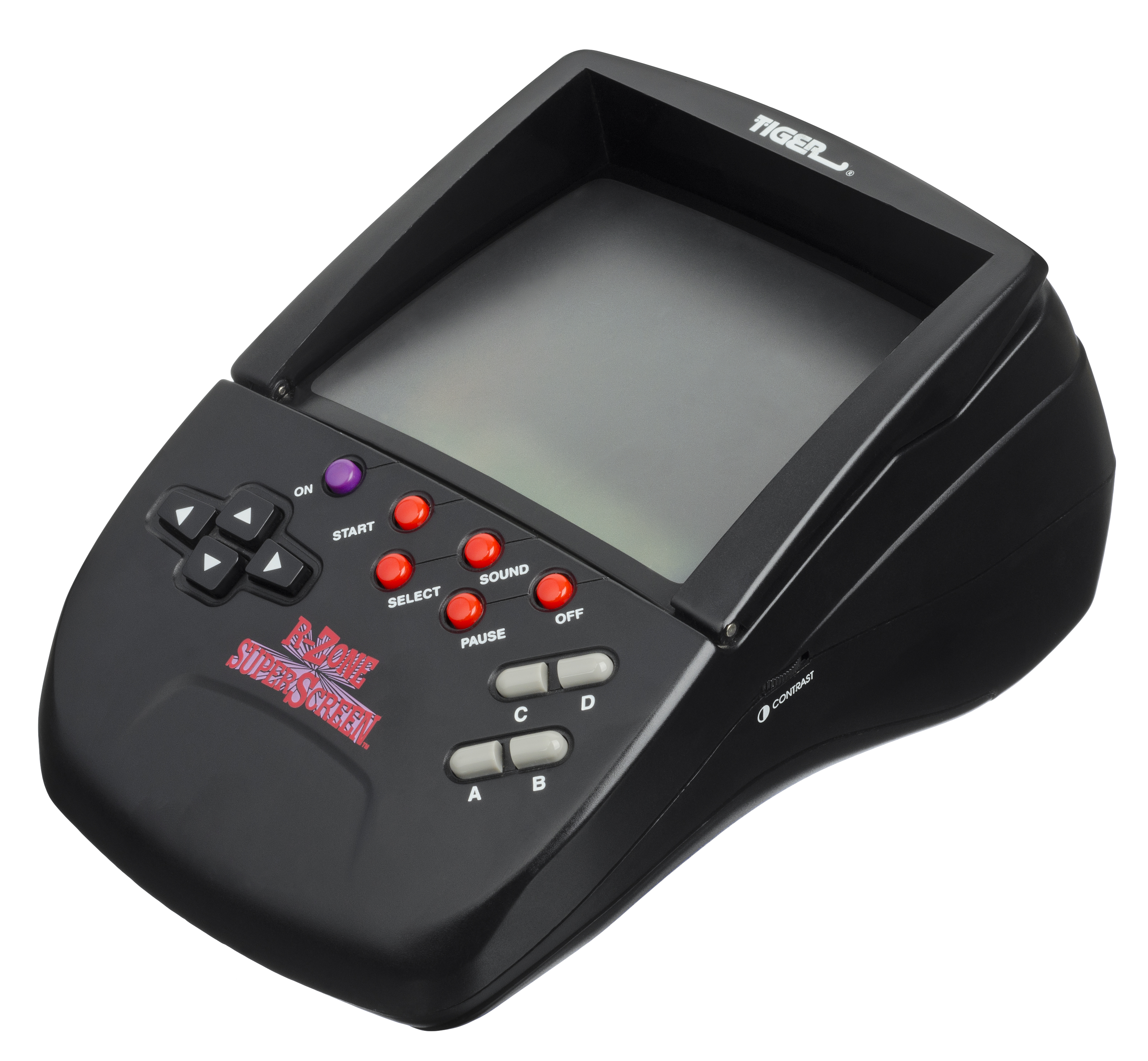
R-Zone Super Screen.
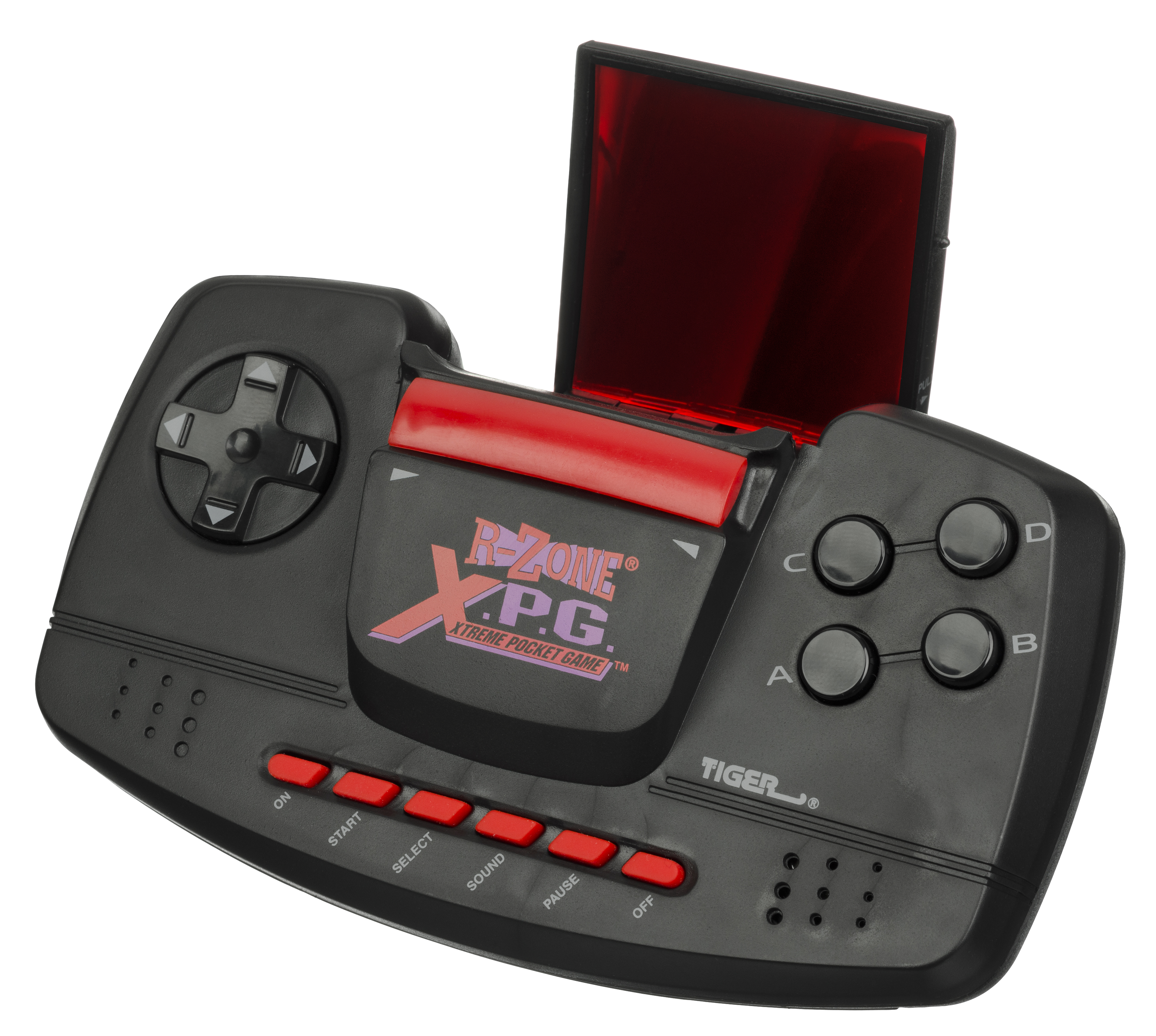
R-Zone X.P.G. Xtreme Pocket Game.

## Liste de jeux
- Apollo 13
- Area 51
- Batman & Robin
- Batman Forever
- Battle Arena Toshinden
- Daytona Racing
- Independence Day
- Indy 500
- Judge Dredd
- The Lost World: Jurassic Park
- Men in Black
- Mortal Kombat 3
- Mortal Kombat Trilogy
- NASCAR Racing
- NiGHTS into Dreams...
- Panzer Dragoon
- Primal Rage
- Road Rash 3
- Star Trek
- Star Wars: Imperial Assault
- Star Wars: Jedi Adventure
- Star Wars: Millennium Falcon Challenge
- Star Wars: Rebel Forces
- Virtua Cop
- Virtua Fighter
- Virtua Fighter 2
- VR Troopers: When Worlds Collide